# Marais de Pompas
Les marais de Pompas désignent une zone marécageuse de 685 ha située sur les communes d’Assérac, de Guérande, d’Herbignac, de Saint-Molf et de Saint-Lyphard dans le département de la  Loire-Atlantique.

## Description
Les marais à vocation d’élevage agricole s’étendent sur les communes d’Assérac, de Guérande, d’Herbignac, de Saint-Molf et de Saint-Lyphard. Ils s’inscrivent dans une suite d’espaces marécageux qui s’égrènent en suivant une direction nord-ouest - sud-est sur un peu plus de 9 km : marais d'Arbourg, de Pompas, du Belou, des Baules, étang de la Sarre.
Le hameau de Pompas, sur Herbignac, compte 200 habitants à la fin du XXe siècle.
La communauté d'agglomération de la Presqu'île de Guérande Atlantique a entrepris en septembre 2011 et pour 5 années des travaux d’entretien des marais de Pompas dans le cadre d’un contrat restauration entretien (CRE), accompagnant des actions du réseau Natura 2000 du site des marais du Mès. Un des bénéficiaires de ces travaux, qui s’étendent également aux marais de Pont Mahé, pourrait être l’Agrion de Mercure (Coenagrion mercuriale).